# Володимир-Волинський педагогічний коледж ім. А. Ю. Кримського
Володимир-Волинський педагогічний коледж ім. А. Ю. Кримського — це вищий комунальний навчальний заклад заснований у 1939 році як педагогічна школа з метою підготовки педагогічних кадрів.

## Історія
1939 року почали навчання перші слухачі, але через німецько-радянську війну воно було перерваним. Після того, як 20 липня 1944 року місто Володимир-Волинський було відвойоване Червоною Армією, навчання відновилося. І вже в 1945 році було здійснено перший випуск вчителів початкової школи в кількості 21 особи.
3-го листопада 1944 року Володимир-Волинська педагогічна школа перейменована на педагогічне училище.  
З 1949 по 1961 рік училище готувало вчителів фізичного виховання для шкіл різних областей України. В 1961 році проводиться набір в училище для підготовки вчителів початкових класів та вихователів дошкільних установ.        
У 1971 році постановою Ради Міністрів України від 7 травня 1971 року училищу було присвоєно ім'я Агатангела Юхимовича Кримського з нагоди 100-річчя від дня народження всесвітньо відомого вченого, академіка АН України.        
18 жовтня 2005 року рішенням Волинської обласної ради педагогічне училище було перейменовано у педагогічний коледж. 

## Спеціальності
Сьогодні, відповідно до потреби ринку, праці коледж здійснює підготовку молодших спеціалістів за п'ятьма спеціальностями:
- 5.01010101 «Дошкільна освіта»,  Володимира
- 5.01010201 «Початкова освіта»,
- 5.01010301 «Технологічна освіта»,
- 5.02020501 «Образотворче мистецтво»,
- 5.02010501 «Діловодство» та рядом додаткових кваліфікацій: вчитель іноземної мови у початкових класах, вчитель інформатики, керівник дитячого художнього колективу, керівник дитячого хореографічного колективу, педагог-організатор.

Кваліфікації за спеціальностями:
- Вихователь дошкільного закладу.
- Вчитель початкових класів. Організатор роботи з дитячими та юнацькими об'єднаннями.
- Вчитель початкових класів. Керівник дитячого художнього колективу.
- Вчитель початкових класів. Керівник дитячого хореографічного колективу.
- Вчитель початкових класів. Вчитель англійської мови у початкових класах.
- Вчитель початкових класів. Вчитель німецької мови у початкових класах.
- Вчитель трудового навчання (технічна праця). Вчитель інформатики у початкових класах.
- Вчитель трудового навчання (обслуговуюча праця). Вчитель інформатики у початкових класах.
- Вчитель образотворчого мистецтва. Керівник гуртка «Художник-дизайнер».
- Організатор діловодства

## Структура студентського самоврядування
- Студентська рада
- Студентський профспілковий комітет
- Старостат
- Рада гуртожитку

## Працювали
- Климов Анатолій Петрович (нар. 1936) — український живописець та графік, заслужений художник України.